# Zur Geschichte der deutschen Apotheke
Zur Geschichte der deutschen Apotheke war eine während der Zeit des Nationalsozialismus ab 1933 und bis 1949 unregelmäßig in Berlin herausgegebene Zeitschrift zur Geschichte des deutschen Apothekenwesens sowie der in Deutschland praktizierten Pharmazie.
Das Blatt fungierte zeitweilig als Beilage zu den Zeitschriften Die deutsche Apotheke, die Apotheker-Zeitung sowie die in Berlin und Leipzig herausgegebene Deutsche Apotheker-Zeitung.
Die Zeitschriftendatenbank ordnete die Zeitschrift den Sachgruppen Medizin und Gesundheit, Nachrichtenmedien, Verlagswesen, Freizeitgestaltung, Darstellende Kunst und als weitere Kategorie der Rheinland-Pfälzischen Bibliographie zu.
Nachfolgerin des Blattes ist die von der Deutschen Gesellschaft für Geschichte der Pharmazie herausgegebene Geschichte der Pharmazie, in der 1962 ein von der Internationalen Gesellschaft für Geschichte der Pharmazie herausgegebenes Index über das von 1933 bis 1949 erschienene Vorläufermedium unter dem Titel Zur Geschichte der deutschen Apotheke ..., zur Geschichte der Pharmazie. Inhaltsübersicht ... veröffentlicht wurde.